# Jill Savery
Jill Savery, född den 2 maj 1972 i Fort Lauderdale, USA, är en amerikansk konstsimmare.
Hon tog OS-guld i lagtävlingen i konstsim i samband med de olympiska konstsimstävlingarna 1996 i Atlanta.